# Amina Lemrini
Amina Lemrini El Ouahabi (Nador, 14 de setembre del 1952) és una política amazic, activista pels drets humans i de les dones de l'estat del Marroc. Del 2012 al 2018 fou presidenta del Consell Superior de Comunicació Audiovisual marroquí.

## Biografia
D'una família intel·lectual, va finalitzar el batxillerat el 1970 i una llicenciatura en Geografia el 1975, després estudià un any en l'Escola Normal Superior, on es va convertir en mestra. Hi treballà a Casablanca, i durant deu anys en Souk Sebt Oulad Ennema, a la regió de Beni Mellal, i després a Salé. Es preparà per a l'examen d'ingrés al Centre de Capacitació per a Inspectors d'Educació Secundària, i sortí amb la millor nota de la seua classe. Fou inspectora d'educació nacional a Mohammedia durant un any, i a Skhirat-Temara del 1988 al 1990, i a Salé, del 1990 al 2012.
Lamrini obtingué un doctorat en Ciències de l'educació el 2007; defensà una tesi doctoral sobre el tema: "Autoestima i respecte pels altres, proposta d'un model didàctic per a l'educació en drets humans".

## Política
Amina Lamrini s'inscrigué quan estudiava secundària en el Partit de l'Alliberament i el Socialisme. Després entrà en la Unió Nacional d'Estudiants del Marroc, i també formà part del Comité de Rabat de la Joventut Obrera Marroquina, afiliada a la Unió del Treball Marroquí. Fou membre del Comité Central del PPS en el seu segon congrés i la primera dona del Buró Polític.

## Vida professional
Al maig del 2012, Mohammed VI nomenà a Lamrini presidenta del Consell Superior de Comunicació Audiovisual. Va succeir a Ahmed Ghazali com a titular d'aquest lloc. Ha estat considerada "una opció emblemàtica" i una esquerrana compromesa amb els drets humans i la democràcia. Sota la seua presidència es va convertir en una institució constitucional i reforçà la llibertat d'expressió.
Complint com a presidenta ha emfasitzat la funció educativa dels mitjans de comunicació, com a garant de la democràcia i dels drets civils. Ha lluitat contra els estereotips sexistes i per la igualtat de sexes.
El rei la nomenà també per a integrar la Comissió per a la reforma de la justícia (2012-2013).
Forma part de l'Aliança Global per a Mitjans i Gènere i de la Xarxa Africana d'Autoritats Reguladores de la Comunicació.
Després de la seua tasca en la Comissió Especial d'Educació i Formació (1999) i en el Consell Superior d'Educació (2005-2009) Lemrini col·laborà en la reforma dels plans d'estudi de les disciplines socials i en l'elaboració de llibres de text amb un enfocament sobre educació per a la ciutadania, mentre s'assegura la formació de mestres i inspectors en pràctiques de secundària i el suport a l'alumnat en l'ensenyament de ciències socials.

## Activisme en drets humans i de les dones
El 1985, fou cofundadora de l'Associació Democràtica de Dones Marroquines, de la qual fou la primera presidenta.
Va crear el 1997 el Comité de Suport per a l'Educació de les Xiquetes Rurals.
Lamrini ha estat membre de la Junta Assessora Internacional de la Xarxa d'Associació per a l'Educació de les Dones, membre de la "Xarxa d'Aprenentatge i Associació de Dones pels Drets, el Desenvolupament i la Pau", copresidenta del grup de treball "Gènere i mitjans de comunicació" dins la Xarxa Mediterrània d'Autoritats Reguladores (2013-2015), entre altres càrrecs.
També és molt activa en Drets Humans: fou cofundadora del Consell Nacional de l'"Organització Marroquina de Drets Humans" al 1988, del "Consell Assessor de Drets Humans" (entre 2002 i 2010), membre de la Fundació Driss Benzekri, del Consell Suprem d'Educació, i de la "Xarxa Euromediterrània de Drets Humans".

## Publicacions
Lamrini ha publicat una guia pedagògica sobre educació i drets dels infants, i ha escrit sobre temes relacionats amb l'emancipació de les dones, com ara La imatge de les dones en el discurs escolar i Dones i progrés humà: el cas del Marroc".

## Vida privada
Amina Lamrini és mare de dos fills.